# 广西按察使
广西提刑按察使，又称广西按察使，俗称“臬司”，为明朝、清朝的广西全省司法长官，正三品，司驻桂林府。
宣统二年七月二十一日（1910年8月25日）改称广西提法使，年俸银130两，养廉银4920两。门子、皂隶、轿伞扇夫、听事共27名，快手12名，禁卒16名，通共55名。属官有：经历1人，年俸银45两，养廉银150两。门子、皂隶、马夫共6名。 司狱1人，年俸银31．52两，养廉银100两。皂隶2名。提刑按察使掌省内刑名案件，秋审时为主稿官；掌省内驿传事。乾隆四十四年（1779年）奏准兼理驿站；大计的考察，与布政使皆有监督省内文武官吏之权；监理乡试；参予一切省内政务。宣统元年十二月初八日（1910年1月8日），广西按察司署分设总务、审判、监狱3科治事。自嘉庆六年至宣统三年，清廷起用了68任按察使，其中任职最长的是佛尔国春，在任6年。

## 列表
| 姓名     | 籍贯       | 出身   | 任职                                                                             | 离职                                                                     |
| -------- | ---------- | ------ | -------------------------------------------------------------------------------- | ------------------------------------------------------------------------ |
| 公峨     | 满洲镶黄旗 | 廪贡   | 嘉庆五年二月初五日由云南按察使调任。                                             | 嘉庆七年十二月二十四日(1803.1.17)升任贵州布政使。                        |
| 齐布森   | 满洲镶红旗 |        | 嘉庆七年十二月二十四日由归绥道道员升任。                                         | 嘉庆十年十月初九日(1805.11.29)升任河南布政使。                           |
| 朱尔汉   | 浙江余姚   |        | 嘉庆十年十月初九日由广东肇罗道道员升任。                                         | 嘉庆十二年三月(1807.4)死。                                               |
| 王家賓   | 顺天昌平   | 进士   | 嘉庆十二年四月初四日(1807.5.11)由广西桂平梧郁道道员升任。                        | 嘉庆十三年三月二十五日(1808.4.20)年老休致。                              |
| 梁敦怀   |            |        | 嘉庆十三年三月二十五日由四川茶盐道道员升任。                                     | 嘉庆十三年十一月十六日(1809.1.1)同云南按察使互调。                       |
| 蒋继勋   | 江苏常熟   |        | 嘉庆十三年十一月十六日由云南按察使调任。                                         | 嘉庆十四年四月二十三日(1809.6.5)同浙江按察使互调。                       |
| 广厚     | 满洲镶黄旗 | 进士   | 嘉庆十四年四月二十三日由浙江按察使调任。                                         | 嘉庆十四年五月初二日(1809.6.14)升任浙江布政使。                          |
| 敦柱     |            |        | 嘉庆十四年五月初二日由贵州按察使调任。                                           | 嘉庆十五年(1810)罢。                                                     |
| 德泰     | 满洲正白旗 |        | 嘉庆十五年正月二十一日(1810.2.24)由候补员外郎、中仓监督调任。                    | 嘉庆十八年(1813)罢。                                                     |
| 张凯元   |            |        | 嘉庆十八年七月十八日(1813.8.13)由湖北督粮道道员升任。                            | 嘉庆十九年五月初五日(1814.6.22)解职，一月后革职。                        |
| 赵慎畛   | 湖南武陵   | 庶吉士 | 嘉庆十九年六月初五日(1814.7.21)由广东惠潮嘉道道员升任。                          | 嘉庆二十年二月二十八日(1815.4.7)升任广东布政使。                         |
| 廉敬     | 满洲镶黄旗 |        | 嘉庆二十年二月二十八日由直隶口北道道员升任。                                     | 嘉庆二十年(1815)召京。                                                   |
| 祝庆承   | 河南固始   | 庶吉士 | 嘉庆二十年六月初四日(1815.7.10)由直隶通永道道员升任。                            | 嘉庆二十二年三月初一日(1817.4.16)升任云南布政使。                        |
| 程卓梁   | 江西宜黄   | 进士   | 嘉庆二十二年三月初一日由直隶大顺广道道员升任。                                   | 嘉庆二十三年十一月初三日(1818.11.30)解职。                               |
| 张志绪   | 浙江余姚   | 进士   | 嘉庆二十三年十一月初三日由陕西陕安道道员升任。                                   | 嘉庆二十五年五月初七日(1820.6.17)同四川按察使互调。                      |
| 章凯     |            |        | 嘉庆二十五年五月初七日由四川按察使调任。                                         | 嘉庆二十五年十一月初七日(1820.12.12)召京。                               |
| 潘恭辰   | 浙江钱塘   | 庶吉士 | 嘉庆二十五年十一月初七日由云南盐法道道员调任。                                   | 道光二年五月二十九日(1822.7.17)升任江西布政使。                          |
| 费丙章   | 浙江仁和   | 庶吉士 | 道光二年六月初一日(1822.7.18) 由江南淮扬道道员升任。                             | 道光四年闰七月十一日(1824.9.3)升任山东布政使。                           |
| 贺长龄   | 湖南善化   | 庶吉士 | 道光四年闰七月十一日由山东兖沂曹济道道员升任。                                   | 道光四年九月初七日(1824.10.28)同江苏按察使互调。                         |
| 叶绍本   | 浙江归安   | 庶吉士 | 道光四年九月初七日由江苏按察使调任。                                             | 道光七年七月初九日(1827.8.30)升任山西布政使。                            |
| 何煊     | 浙江萧山   | 庶吉士 | 道光七年七月初九日由福建盐法道道员升任。                                         | 道光八年(1828)丁忧免任。                                                 |
| 佟景文   | 汉军镶黄旗 | 进士   | 道光八年十月十五日(1828.11.21)由两淮盐运使升任。                                 | 道光十一年九月十六日(1831.10.21)升任安徽布政使。                         |
| 多容安   |            |        | 道光十一年九月十六日由浙江盐运使升任。                                           | 道光十二年十二月二十七日(1833.2.16)召京。                                |
| 阿勒清阿 | 满洲正蓝旗 | 文生员 | 道光十二年十二月二十七日由三等侍卫科布多参赞大臣调任。                           | 道光十五年二月初七日(1835.3.5)升任广东布政使。                           |
| 宋其沅   | 山西汾阳   | 进士   | 道光十五年二月初七日由浙江盐运使升任。                                           | 道光十八年二月二十九日(1838.3.24)升任浙江布政使。                        |
| 赵炳言   | 浙江归安   | 进士   | 道光十八年二月二十九日由降调甘肃布政使调任。                                     | 道光十八年六月初十日(1838.7.30)升任江西布政使。                          |
| 刘韵珂   | 山东汶上   | 拔贡   | 道光十八年六月初十日由服阕浙江按察使调任。                                       | 道光十八年七月初九日(1838.8.28)升任四川布政使。                          |
| 郭文汇   | 江西新建   | 进士   | 道光十八年七月初九日由山西河东道道员升任。                                       | 道光二十年十二月二十三日(1841.1.15)升任甘肃布政使。                      |
| 宝清     | 满洲镶蓝旗 | 监生   | 道光二十年十二月二十三日由山东济东泰武临道道员升任。                             | 道光二十五年二月二十三日(1845.3.30)升任甘肃布政使。                      |
| 王寿昌   | 江苏高邮   |        | 道光二十五年二月二十三日由河南开归陈许道道员升任。                               | 道光二十五年罢。                                                         |
| 冯德馨   | 山东济宁   | 进士   | 道光二十五年六月初三日(1845.7.7)由山西河东道道员升任。                           | 道光二十八年六月二十六日(1848.7.26)升任江宁布政使。                      |
| 劳崇光   | 湖南善化   | 庶吉士 | 道光二十八年六月二十六日由山西冀宁道道员升任。                                   | 道光二十九年八月初三日(1849.9.19)升任湖北布政使。                        |
| 吴鼎昌   | 江苏江宁   | 庶吉士 | 道光二十九年八月初三日由陕西督粮道道员升任。                                     | 咸丰元年五月十九日(1851.6.18)调任甘肃按察使。                            |
| 姚莹     | 安徽桐城   | 进士   | 咸丰元年五月十九日由湖北盐法道道员升任。                                         | 咸丰二年(1852)死。                                                       |
| 许祥光   | 广东番禺   | 进士   | 咸丰二年十二月三十日(1853.2.7)由广西桂平梧郁道道员升任。                         | 咸丰四年(1854)八月罢。                                                   |
| 文格     | 满洲正黄旗 |        | 咸丰四年八月初二日(1854.9.23)由湖南衡永郴桂道道员升任。                          | 咸丰五年二月初三日(1855.3.20)调任湖南按察使。                            |
| 张敬修   | 广东东莞   |        | 咸丰五年二月初三日由广西右江道道员升任。                                         | 咸丰五年九月二十四日(1855.11.3)革职(浔州府城为大成国义军攻占)。          |
| 黄钟音   | 四川重庆   | 庶吉士 | 咸丰五年九月二十四日由广东雷琼道道员升任。                                       | 咸丰七年(1857)八月初死(为大成国义军杀于梧州)。                           |
| 翟诰     | 安徽泾县   | 监生   | 咸丰七年十一月初八日(1875.12.23)由湖南辰沅永靖道道员升任。                       | 咸丰八年正月二十日(1858.3.5)命开缺为候补按察使，仍留湖南辰沅永靖道本任。 |
| 李承恩   | 山西       | 监生   | 咸丰八年正月二十日由广西右江道道员升任。                                         | 咸丰九年四月十九日(1859.5.21)升任广西布政使。                            |
| 蒋益澧   | 湖南湘乡   |        | 咸丰九年四月十九日由代按察使候补道员升任。                                       | 咸丰九年四月二十六日(1859.5.28)升任广西布政使。                          |
| 李闲     | 山西高平   | 进士   | 咸丰九年四月二十六日由桂平梧郁盐法道道员升任。                                   | 咸丰九年九月十三日(1859.10.8)升任广西布政使。                            |
| 刘长佑   | 湖南新宁   | 拔贡   | 咸丰九年九月十三日由候补按察使调任。                                             | 咸丰九年十月二十三日(1859.11.17)升任广西布政使。                         |
| 张凯嵩   | 湖北江夏   | 进士   | 咸丰九年十月二十三日由广西左江道道员升任。                                       | 咸丰十年闰三月十二日(1860.5.2)升任广西布政使。                           |
| 华日新   | 江西铅山   | 庶吉士 | 咸丰十年闰三月十二日由广西右江道道员升任。                                       | 咸丰十一年七月二十二日(1861.8.27)升任江苏布政使。                        |
| 蒋益澧   | 湖南湘乡   |        | 咸丰十一年七月二十三日(1861.8.28)由记名按察使调任。                              | 同治元年正月初四日(1862.2.2)升任浙江布政使。                             |
| 蘇鳳文   | 贵州贵筑   | 举人   | 同治元年正月初四日由广西左江道道员升任。                                         | 同治四年五月二十一日(1865.6.14)升任广西布政使。                          |
| 严树森   | 四川新繁   | 举人   | 同治四年五月二十一日由降补道员调任。                                             | 同治五年十月二十二日(1866.11.28)升任贵州布政使。                         |
| 佛尔国春 | 满洲镶红旗 |        | 同治五年十月二十二日由广西桂平梧郁道道员升任。                                   | 同治十一年十月初一日(1872.11.1)召京。                                    |
| 严树森   | 四川新繁   | 举人   | 同治十一年十月初一日由赏已革贵州布政使四品顶带调代。                             | 光绪元年四月二十八日(1875.6.1)升任广西布政使。                           |
| 英祥     |            |        | 光绪元年四月二十八日由四川按察使调任。                                           | 光绪元年十二月初四日(1875.12.31)病免。                                   |
| 长赓     | 汉军正黄旗 | 举人   | 光绪元年十二月初四日由前山东按察使调任。                                         | 光绪五年正月二十日(1879.2.10)升任河南布政使。                            |
| 崧骏     | 满洲镶蓝旗 | 举人   | 光绪五年正月二十日由山东督粮道道员升任。                                         | 光绪七年五月十五日(1881.6.11)升任直隶布政使。                            |
| 国英     | 满洲镶白旗 | 官学生 | 光绪七年五月十五日由前江西按察使调任。                                           | 光绪九年十二月初一日(1883.12.29)同浙江按察使互调。                       |
| 李秉衡   | 奉天海城   | 捐生   | 光绪九年十二月初一日由浙江按察使调任。                                           | 光绪十一年六月十一日(1885.7.22)升任广西布政使。                          |
| 庆爱     | 满洲正白旗 | 官学生 | 光绪十一年六月十一日由广西盐法道道员升任。                                       | 光绪十二年十一月二十一日(1886.12.16)召京。                               |
| 张联桂   | 江苏江都   |        | 光绪十二年十一月二十一日由广东惠潮嘉道道员升任。                                 | 光绪十五年八月初六日(1889.8.31)升任广西布政使。                          |
| 秦焕     | 江苏山阴   | 进士   | 光绪十五年八月初七日(1889.9.1)由广西桂平梧盐法道道员升任。                       | 光绪十六年四月十九日(1890.6.6)病免。                                     |
| 汤聘珍   | 湖南善化   | 贡生   | 光绪十六年四月十九日由云南临安开广道道员升任。                                   | 光绪十七年七月二十六日(1891.8.30)升任山东布政使。                        |
| 胡燏棻   | 安徽泗州   | 庶吉士 | 光绪十七年七月二十六日由直隶天津道道员升任。                                     | 光绪二十一年十一月二十五日(1896.1.9)调任顺天府府尹。                     |
| 桂中行   | 江西临川   |        | 光绪二十一年十一月二十七日(1896.1.11)由湖南岳常澧道道员升任。                    | 光绪二十二年六月初三日(1896.7.13)调任湖南按察使。                        |
| 蔡希邠   | 江西新建   | 增生   | 光绪二十二年六月初三日由广西太平归顺道道员升任。                                 | 光绪二十四年七月二十三日(1898.9.8)调任湖南按察使。                       |
| 张廷燎   | 河南舞阳   | 庶吉士 | 光绪二十四年七月二十三日由云南迤西道道员升任。                                   | 光绪二十七年三月十二日(1901.4.30)升任浙江布政使。                        |
| 希賢     | 蒙古正黄旗 | 荫生   |                                                                                  | 光绪二十七年三月十二日由广西右江道道员升任。                             |
| 刘心源   | 湖北嘉鱼   | 庶吉士 | 光绪二十九年闰五月十三日由江西吉南赣宁道道员升任。                               | 光绪三十一年二月十六日(1905.3.21)解职。                                  |
| 余诚格   | 安徽望江   | 庶吉士 | 光绪三十一年二月十六日由广西太平思顺道道员升任。                                 | 光绪三十二年十一月十四日(1906.12.29)升任广西布政使。                     |
| 王芝祥   | 顺天通州   | 举人   | 光绪三十二年十一月十四日由广西桂平梧道道员调代。次年四月二十二日(1907.6.2)任命。 | 宣统三年闰六月初二日(1911.7.27)升任广西布政使。                          |
| 欧阳中鹄 | 湖南浏阳   | 举人   | 宣统三年闰六月初二日由广西右江道道员升任。                                       | 清朝灭亡                                                                 |